# Laaber
Laaber är en köping (Markt) i Landkreis Regensburg i Regierungsbezirk Oberpfalz i förbundslandet Bayern i Tyskland.
Köpingen ingår i kommunalförbundet Laaber tillsammans med kommunerna Deuerling och  Brunn.